# Rwandas flagga
Rwandas flagga är en trefältad flagga i färgerna blått, gult och grönt, med en 24-uddig gul sol i det översta bredare blå fältet. Den gula solens nyans skiljer sig något från den nyans som används i det gula fältet. Flaggan antogs av Rwanda den 31 december 2001 och har proportionerna är 2:3.

## Symbolik
Grönt står för hoppet om välstånd genom ett rationellt utnyttjande av folkets krafter och naturresurserna. Den gula färgen symboliserar den ekonomiska utvecklingen, och vikten av att arbeta för framsteg. Blått står för lycka och fred, och hur folket genom att arbeta för fred också kan uppnå lycka. Solen och de gula strålarna symboliserar det ljus som ska upplysa hela folket. Ljuset står för enighet, hederlighet och kampen mot okunnighet.

## Historik
Det moderna Rwanda blev en del av det tyska kolonialväldet 1895 inom ramen för Tyska Östafrika. Efter första världskriget övertog Belgien styret av kolonin, som efter andra världskriget blev ett FN-mandatområde under belgisk administration. Kolonin delades i de självständiga staterna Burundi och det nuvarande Rwanda, som 1961 införde en trikolor i de panafrikanska färgerna som ny nationsflagga. Flaggan var identisk med Guineas flagga, och från 1962 infördes ett svart 'R' i det mittersta gula fältet. Bokstaven stod för den nya nationens namn, men också för revolutionen och det faktum att nationen skapats genom en folkomröstning (fr. référendum).
Flaggan byttes ut 2001 tillsammans med nationalsången och statsvapnet, mycket på grund av att de gamla symbolerna var så förknippade med konflikter och framförallt folkmorden 1994. De nya symbolerna är tänkta att vända blicken mot framtiden, och därför valde andra färger än de traditionella panafrikanska. Flaggan har ritats av Alphonse Kirimobenecyo, en rwandisk konstnär och ingenjör. 

### Tidigare flaggor

Rwandas flagga 1959-1962
Rwandas flagga 1962-2001